# Arnautito
Arnautito (bulgariska: Арнаутито) är ett distrikt i Bulgarien.   Det ligger i kommunen Obsjtina Stara Zagora och regionen Stara Zagora, i den centrala delen av landet, 190 kilometer öster om huvudstaden Sofia.
Trakten runt Arnautito består till största delen av jordbruksmark. Runt Arnautito är det ganska tätbefolkat, med 90 invånare per kvadratkilometer.